# Atheris
Atheris – rodzaj jadowitych węży z podrodziny żmij właściwych (Viperinae) w rodzinie żmijowatych (Viperidae).

## Zasięg występowania
Rodzaj obejmuje gatunki występujące w Afryce Subsaharyjskiej (Gwinea, Sierra Leone, Liberia, Wybrzeże Kości Słoniowej, Ghana, Togo, Nigeria, Kamerun, Republika Środkowoafrykańska, Gwinea Równikowa, Gabon, Kongo, Demokratyczna Republika Konga, Rwanda, Burundi, Uganda, Kenia, Tanzania, Malawi, Zambia, Angola i Mozambik).

## Systematyka

### Etymologia
- Chloroechis: gr. χλωρος khlōros „zielony”[8]; εχις ekhis, εχεως ekheōs „żmija”[9].
- Atheris: gr. αθηρ athēr „kłos kukurydzy”; w aluzji do spiczastych łusek[10].
- Poecilostolus: gr. ποικιλος poikilos „barwny, kolorowy”[11]; στολη stolē „szata”[12]. Gatunek typowy: Poecilostolus burtonii Günthern 1863 (= Echis squamigera Hallowell, 1854).
- Adenorhinos: gr. αδην adēn, αδενος adenos „gruczoł”[13]; ῥις rhis, ῥινος rhinos „nos, pysk”[14]. Gatunek typowy: Atheris barbouri Loveridge, 1930.

### Podział systematyczny
Do rodzaju należą następujące gatunki: 
- Atheris acuminata Broadley, 1998
- Atheris anisolepis Mocquard, 1887
- Atheris barbouri Loveridge, 1930
- Atheris broadleyi Lawson, 1999
- Atheris ceratophora Werner, 1896 – gałęźnica górska[15]
- Atheris chlorechis (Pel, 1852)
- Atheris desaixi Ashe, 1968
- Atheris hetfieldi Ceríaco, Marques & Bauer, 2020
- Atheris hirsuta Ernst & Rödel, 2002
- Atheris hispida Laurent, 1955 – gałęźnica kongijska[15]
- Atheris katangensis de Witte, 1953
- Atheris mabuensis Branch & Bayliss, 2009
- Atheris matildae Menegon, Davenport & Howell, 2011
- Atheris mongoensis Collet & Trape, 2020
- Atheris nitschei Tornier, 1902 – gałęźnica pospolita[15]
- Atheris rungweensis Bogert, 1940
- Atheris squamigera Hallowell, 1854 – gałęźnica szorstkołuska[15][16]
- Atheris subocularis Fischer, 1888